# Frälse
Frälse är ett medeltida begrepp för samhällsgrupper som var befriade från att betala skatt. Frälset brukar delas upp i andligt och världsligt frälse, motsvarande kyrkan respektive vad som senare utvecklades till adel. Det reglerade världsliga svenska frälset infördes av kung Magnus Ladulås med Alsnö stadga vid Alsnö hus år 1280. Frälsets jordegendomar kallades frälsegårdar eller frälsegods.  Ordets ursprung i fornvästnordiska är frelsi, fornsvenska frælse, finska rälssi, en bildning till fræls "fri", en sammansättning av fri och hals, alltså: med fri hals. Den ursprungliga betydelsen är helt enkelt en fri man, den som inte är någons träl. Frälse var under medeltiden en titel för en gårdsägande bonde fri från beskattning, alltså frälst från skatt,   så länge gården gavs frälsestatus, och titeln ärvdes inte med automatik. Frälset gällde också adelns absoluta rätt till sådant på deras marker som annars var regale: jakt-, vatten-, bergs- och skogsregale. Inte heller detta betalade adeln skatt eller avrad för.

## Bakgrund
Det finns flera konkurrerande teorier om ursprunget till frälset, huruvida aristokratin som fenomen är ursprunglig eller ej. Det världsliga frälset konstituerades av etablerade stormän och förmögna bönder (odal) som av kungen befriades från skatt om de var beredda att ställa upp i hans tjänst "till örs" (örs = häst) med man och häst i full rustning. I senare tid användes begreppet rusttjänst. Med kristnandet eller förr uppkom det andliga frälset. 
De större sammanhang begreppet kan inordnas i är allmäneuropeiska företeelser, dels framväxten av en beriden krigarklass (riddare), dels den katolska kyrkans krav på immunitet gentemot världsliga furstars inblandning i kyrkliga angelägenheter.
En helt annan företeelse var bergsfrälse. Bergsfrälse var de kungliga privilegier som vissa bergsmän hade från jordskatter och rusttjänst mot det att de bedrev bergsbruk, vanligen endast vid de ädlare bergverken, det vill säga silver- och koppargruvorna (jämför ödeshemman). Några släkter verksamma vid bergsbruket kom sedermera inofficiellt att kallas bergsadel.
Kriterierna för att räknas som svensk uradel är att släktens förfäder år 1400 tillhörde frälset (det vill säga att man antingen gjorde rusttjänst till häst enligt Alsnö stadga och därför var skattebefriade, ingick i det andliga frälset eller hade kungliga privilegier såsom bergsfrälse). Se även ätt och avlingejord.
Ibland kunde frälsestatusen ifrågasättas, varvid efter en utredning den lokala lagmannen på tinget avgjorde om en person skulle räknas som frälse eller inte:
| ”                | Riddarna Heine Snakenborg, kungsdomshavande, och Erik Erlandsson, lagman i Västergötland, dömer på räfsteting i Lödöse att 16 män, som i Ale, Barne och Kullings härad olagligen gjort sig till frälsemän, skulle, då de ej hade kungens brev eller bevis på frälse, och då ej heller deras gods av ålder varit frälse, med allt sitt gods återgå under skatt. 6 frälsemän å ridderskapets vägnar och 6 bönder å allmogens vägnar i nämnden uppräknas. Domprosten Brynolf och ärkedjäken Håkan, som även suttit i rätten, beseglar jämte de övriga domhavande. | „ |
| – SDHK-nr: 14662 | |   |

## Världsligt frälse
Det världsliga frälset har sitt ursprung i två tidigare militära organisationsformer, ledungen och hirden. En omtvistad fråga i nordisk historieforskning har länge varit från vilken av dessa det tidigaste frälseskiktet rekryterades. I Norge är det världsliga frälset rätt tydligt en vidareutveckling av den gamla kungliga hirden och ett med det sammanhängande äldre tjänste- och förläningssystem med lendermenn som i sin tur hade egna hirdar. I Danmark och Sverige kan man däremot inte hitta ett sådant direkt samband. Det danska frälset hade, när det tidigast framträder i källorna, en rekryteringsbas som huvudsakligen utgjordes av förmögnare bönder. Det kan dock inte tolkas som ett fullständigt brott med traditionerna från den gamla hirden. Det danska frälsets ed till kungen är identisk med de tidigare hirdmännens och det är givetvis så att många av hirdmännen ursprungligen rekryterades ur samma bondeklass om senare frälset.
I lagstiftningen kan frälset tidigast beläggas i den danska Jyske lov 1241, där det bestäms vilka som har rätt att ta män i sin tjänst och att herremännen i kungens tjänst får köpa all jord de har råd med utan att skattskyldigheten medföljer i köpet, "då de våga sin hals för kungens bud och landets fred". I Norge stadfäste 1277 Magnus Lagaböter en ny titulatur, där de till frälset knutna titlarna dyker upp för första gången. Hirdens högsta rang, skutilsveinar (plur.), ersätts med den latinska riddartiteln miles. De kungliga förläningstagarna, lendermennen, börjar samtidigt kallas baroner. Hirdens övriga svenner får den latinska titeln för väpnare, armiger. Av ett annat dokument som utfärdats samma år framgår att varje riddare hade rätt att frikalla sig själv och ytterligare två män från alla ledungsskyldigheter.
Sverige skiljer sig från de övriga nordiska länderna på så sätt att den nya organisationen redan är färdig och i funktion när den för första gången förekommer i källorna i Alsnö stadga, utfärdad av Magnus Ladulås, troligen hösten 1280. Enligt den numera dominerande tolkningen (Rosén, Schück m fl) innebär stadgan inte införandet av något helt nytt, utan snarare en skriftfästning av regler och privilegier som redan varit i bruk ett tag. Stadgan är enligt denna tolkning föranledd av det den i huvudsak handlar om, nämligen de gamla stormannakretsarnas obstruerande mot det nya systemet genom oreglerad gästning hos bönderna, en "osed" som enligt kungen har pågått en tid men som han nu definitivt sätter punkt för.
Vid denna tidpunkt - om dateringen är korrekt - hade ett uppror mot kungamakten nyligen slagits ner och ledarna halshuggits (20 augusti samma år). Det var ett väl valt tillfälle att samla rikets elit för att klargöra vad som därefter gällde och vem som bestämde. Kungen befriade sina egna och biskoparnas män, riddare och väpnare, från skatt men endast under förutsättningen att de förblev kungens män. Samtidigt som systemet med rusttjänsten stadfästes i skrift begränsades antalet undervasaller som kungens män fick ha i sin tjänst. En stadga från 1284 preciserar antalet fullt utrustade ryttare som kungens män fick ha med sig till möten med honom i fredstid:
- hertig Bengt 40
- biskoparna 30
- riksråden 12
- riddare, väpnare, kaniker 4
- övriga som kallats 2

Det svenska frälset rekryterades inledningsvis med största sannolikhet från samma sociala skikt som kungens män kommit från redan under ledungsorganisationens tid. Med det nya regelverket öppnades också en enkel men dyr väg för uppkomlingar från släkter med lägre social status, eftersom frälsets rusttjänst inte var graderad. Vem som helst kunde bli en frälseman, förutsatt att han hade råd att skaffa sig stridshäst och rustning och var beredd att avlägga eden som gjorde honom till kungens man. Begränsningar i systemet kom sedan successivt att införas. Redan under 1300-talet erkändes i Sverige ärftlig frälserätt, som dock efter regelbundet förrättad vapensyn kunde gå förlorad (Tälje stadga). Från 1400-talet krävdes att den som ville bli frälseman måste beviljas ett kungligt sköldebrev. Ett sådant utverkades vanligen genom ett tjänsteförhållande till någon som redan var frälseman och som kunde utverka ett brev till sin tjänare när denne bevisat sin duglighet. Under 1500-talet infördes en gradering av rusttjänsten. Rika frälsemän som i vissa fall ägde hundratals gårdar blev då tvungna att ställa upp med flera ryttare men å andra sidan var det inte längre nödvändigt för dem personligen att ställa upp. De fattigaste frälsemännen tvingades vanligen fortsätta med att personligen fullfölja sin rusttjänst på det ursprungliga sättet. För de rikare kom rusttjänsten så småningom att ersättas med ett krav på allmän statstjänst och de förvandlades successivt från krigarfrälse till ämbetsadel.
Under 1500-talet och 1600-talets början var adel och frälse inte synonymt men när Ridderskapet och adeln genom riddarhusordningen fick en fastare organisation 1626 introducerades frälsesläkterna i riddar- och svenneklasserna. De blev då en del av Sveriges adel och benämns adelsätter, de som var frälse redan före 1400-talet brukar kallas uradel.

### Halvfrälse
Vid sidan av "helfrälset" fanns halvfrälse. Eftersom frälsejorden var ärftlig kunde frälsejorden övergå i arv till ofrälse personer, om en adlig kvinna gifte sig med en ofrälse man, och barnen ärvde henne. Halvfrälse kallades både makarna som gift sig till frälsejord och de barn som ärvde den via modern. Likaså kallades makarna halvfrälse om hustrun var adlig men saknade frälsejord. Gustav Vasa införde ett förbud för adliga kvinnor att gifta sig ofrälse. På 1570-talet genomfördes sedan en rannsakning om frälsejorden i Småland, och enligt denna fanns det då fortfarande 32 sådana halvfrälsefamiljer bara i det landskapet, varav 23 ägde frälsejord. Av dessa skulle några senare komma att adlas, såsom Rosenbielke, Gyllengrip och Stråle af Sjöared.
Samtidigt uppfördes en längd över frälsegårdar i Närke och Bergslagen, där frälsegårdarna uteslutande ägdes av adeln och därmed fanns inget halvfrälse. Däremot förekom det i åtminstone ett fall att adliga saknade frälsegårdar, så med Jöns Ingemarsson (Hjort af Ornäs) som bara hade en sätesgård. Frälsegårdarna i dessa landskap ägdes i nästan samtliga fall av riksadeln som inte själva bebodde sina frälsegårdar.
Ännu på 1600-talet ägdes frälsejord av halvfrälse personer och deras ättlingar i Småland, ibland genom att de fått frälsebrev på sina hemman utan att introduceras på Riddarhuset.

## Andligt frälse
Kyrkans krav på immunitet från världsliga furstars inblandning hörsammades av europeiska härskare därför att kyrkan hade något värdefullt att erbjuda som kompensation. En framväxande centralmakt måste helt enkelt upprätta en skriftlig administration för att med framgång kunna genomdriva det medeltida systemskiftet inom sitt territorium. En så avancerad administration kunde i dåtiden endast tillhandahållas av den katolska kyrkan som i princip hade monopol på läs- och skrivkunnighet.
De tidigaste nordiska bestämmelserna om kyrkligt frälse i lagtexter finns precis som för det världsliga frälset i Jyske lov från 1241. Där stadgades bland annat att präster åtnjöt rätten att undanta en gård från ledungsskatter. I Norge gavs vissa privilegieartade löften till kyrkan i kung Magnus Erlingssons kröningsed 1163 och det finns också uppgifter om ännu tidigare, numera försvunna, kungliga privilegiebrev med liknande bestämmelser som de i Jyske lov. Genom ett avtal, den så kallade sættargjerden, som 1277 slöts mellan Magnus Lagaböter och biskop Jon Raude i Tønsberg utformades de mest detaljerade kyrkliga privilegier som bevarats från nordisk medeltid. I dem fastslogs att alla mål där en kyrkans man var åtalad skulle behandlas av en andlig domstol. Alla präster befriades från ledungsfärder och -skatter. Ärkebiskopen fick dessutom rätt att frikalla 100 svenner, vilka i sin tur var och en kunde frikalla ytterligare 1-2 av sina tjänare. Varje biskop fick frikalla 30 man och varje sockenpräst två man från beskattning och en från krigståg.
Upplandslagen från 1296 innehåller de äldsta kända svenska lagbestämmelserna om kyrkligt frälse, innehållsmässigt rätt lika bestämmelserna i Jyske lov och de norska källorna från 1100-talet. De svenska lagarna föregås av ett antal kungabrev som delvis tillmötesgick kyrkans krav. Kung Sverker den yngre bestämde år 1200 i ett donationsbrev till Uppsala domkyrka att de präster som anklagades för brott i fortsättningen aldrig skulle ställas inför en världslig domstol och att kyrkliga egendomar skulle befrias från all kunglig uppbörd (exactio). Hans son, kung Johan Sverkersson, upprepade 1219, i samband med sin kröning, faderns utfästelser. Exakt vad som avsågs med exactio är en omtvistad fråga. En del forskare har hävdat att därmed inte nödvändigtvis menades ordinarie skatt, utan mer sannolikt böter för brott begångna av kyrkans män.
Genom att ställa sig på kung Magnus Ladulås sida lyckades kyrkan under hans regeringstid genomdriva i stort sett hela sitt program. Redan vid sin kröning 1276 gav Magnus ett förhandsbesked om kommande privilegier och vid drottning Helvigs kröning 1281 utfärdade kungen ett privilegiebrev för kyrkan. Privilegierna innebar en total befrielse för alla kyrkliga institutioner i Sverige från alla ordinarie skatter, både de redan existerande och sådana som senare kunde komma att införas. Vidare bestämde kungen att alla kyrkolandbor eller innehavare av kyrkojord som dömdes till böter skulle betala dem till kyrkan.
Magnus Ladulås privilegier ledde till en konflikt med det världsliga frälset och de stadfästes inte på nytt efter kungens död 1290. Först efter att motståndets ledare, marsken Torgils Knutsson, avsatts stadfäste Birger Magnusson 1305 faderns privilegier. Konflikten fortsatte trots detta och blev den direkta orsaken till att Magnus Erikssons landslag inte innehåller någon kyrkobalk. Det gick helt enkelt inte att uppnå enighet om innehållet i en sådan och därför kom Upplandslagens kyrkobalk i praktiken att fungera som en del av landslagen ända fram till reformationen.

## Frälsegård/Frälsegods
En frälsemans egen gård, sätesgården, var givetvis helt skattebefriad. Under gården låg ett antal mindre gårdar, så kallade frälsehemman och -torp. Frälsejord kunde bara ägas av frälset (se jordnatur). Graden av skattebefrielse för frälsejord har varierat i hög grad under de århundraden som frälset fanns, särskilt under 1600-talet. Man fortsatte att kalla jordnaturen för frälsejord långt efter att man övergått till att kalla frälset för adel.

## Frälsehemman
Ett frälsehemman var ett hemman som före grundskatternas avskrivning 1903 genom frihet från grundskatt intog en särställning.
Frälsehemmanet brukades av en frälsebonde och var underordnat ett frälsegods som ägde arrenderätt över hemmanet. Dessa frälsehemman indelades i olika grader, så att de hemman som låg i samma by som frälsegodset kallades rå- och rörshemman, de som låg i samma socken som frälsegodset kallades insocknes frälse och resterande hemman för utsocknes frälse.

## Frälsebönder
Frälsebönder är en sentida (eftermedeltida) beteckning på de landbor som brukade jord som ägdes av någon medlem av det världsliga frälset. Dessa bönder innehade jorden genom tidsbegränsade kontrakt och betalade arrende, i äldre tid kallad avrad, till jordägaren i form av pengar, naturapersedlar och ofta även dagsverken
Skattefrälsebönder kallades självägande bönder vars skatteprestationer Kronan överlåtit till en adelsman. Dessa bönder bibehöll äganderätten till sin jord, men de skatter och avgifter som de skulle betalt till Kronan, gick i stället till frälsemannen. Särskilt vanligt under 1600-talet.